# 1326
Пізнє Середньовіччя •  Реконкіста •  Ганза •  Авіньйонський полон пап •  Монгольська імперія

## Геополітична ситуація
Андронік II Палеолог є імператором Візантійської імперії (до 1328). За титул короля Німеччини ведуть боротьбу Фрідріх Австрійський та Людвіг Баварський. У Франції королює Карл IV Красивий (до 1328).
Апеннінський півострів розділений: північ належить Священній Римській імперії, середню частину займає Папська область, південь належить Неаполітанському королівству. Деякі міста півночі: Венеція, Піза, Генуя тощо, мають статус міст-республік. Триває боротьба гвельфів та гібелінів.
Майже весь Піренейський півострів займають християнські Кастилія і Леон, Арагонське королівство та Португалія, під владою маврів залишилися тільки землі на самому півдні. Едуард II є королем Англії (до 1327), Магнус Еріксон — королем Норвегії та Швеції (до 1364). Королем Данії став Вальдемар III (до 1330), королем Польщі є Владислав I Локетек (до 1333). У Литві править князь Гедимін (до 1341).
Руські землі перебувають під владою Золотої Орди. Почалося захоплення територій сучасних України й Білорусі Литвою. Галицько-Волинське князівство очолив Юрій II Болеслав (до 1340).
Монгольська імперія займає більшу частину Азії, але вона розділена на окремі улуси, що воюють між собою. У Китаї, зокрема, править монгольська династія Юань. У Єгипті владу утримують мамлюки. Мариніди правлять у Магрибі. Делійський султанат є наймогутнішою державою Північної Індії, а на півдні Індії панують держава Хойсалів та держава Пандья. В Японії триває період Камакура.
Цивілізація мая переживає посткласичний період. Почали зароджуватися цивілізація ацтеків та інків.

## Події

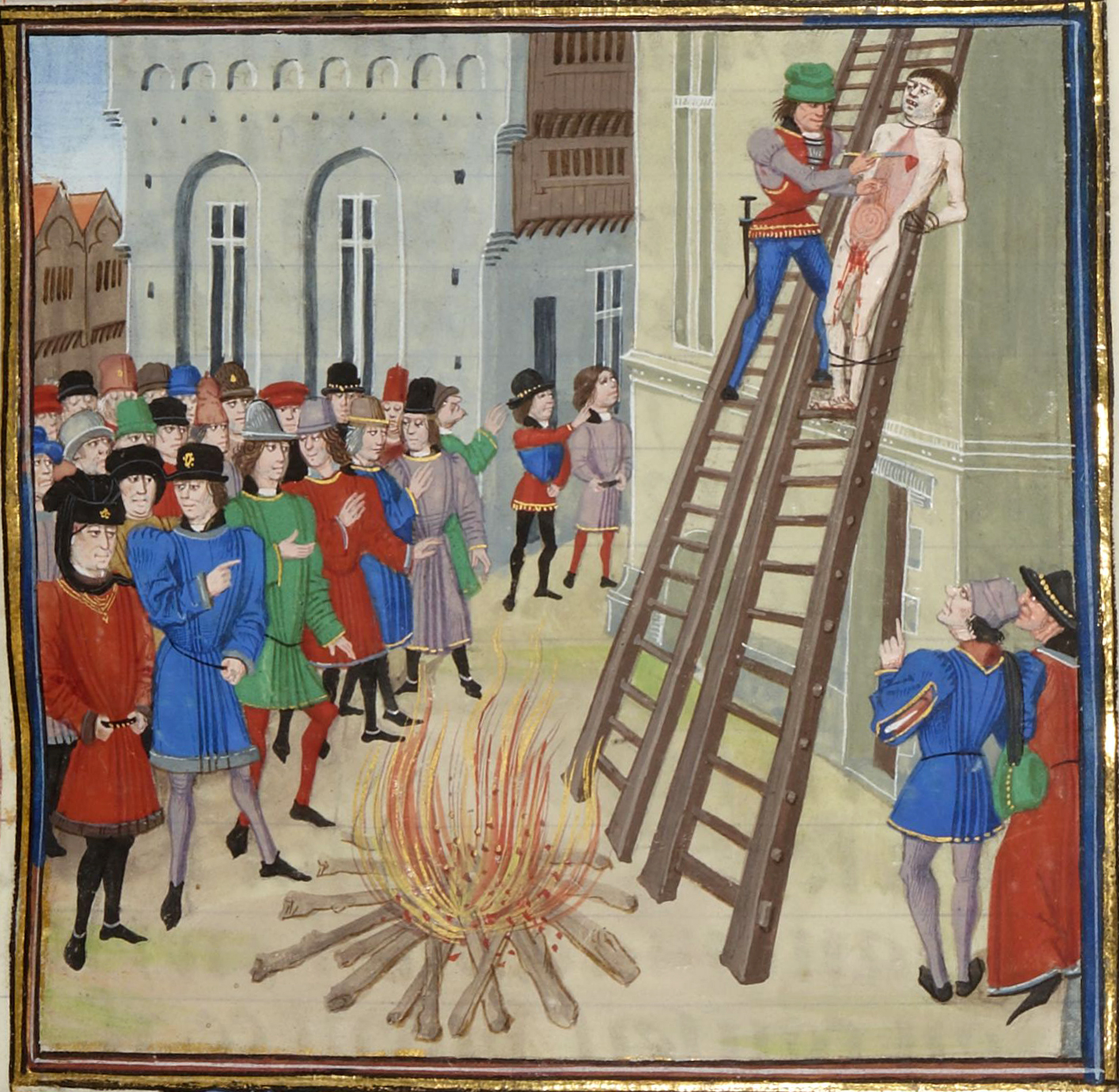
Страта Х'ю Деспенсера молодшого. Манускрипт Фруассара.

- Норвегія та Новгородська республіка домовилися про розмежування кордонів.
- Об'єднані сили польського короля Владислава I Локетка та литовського князя Гедиміна вчинили наїзд на Бранденбург.
- Шотландія та Франція підписали договір, що підтвердив і продовжив Старий союз.
- Королівська рада Данії змістила з трону Хрістофера II і затвердила новим королем Вальдемара III, хоча фактично правителем країни став дядько Вальдемара герцог Гольштейну Гергард Великий.
- Карл Калабрійський захопив Флоренцію і встановив у місті диктатуру.
- Правителя Лукки Каструччо Кастракані відлучено від церкви.
- Англійська королева Ізабелла Французька та Роджер Мортімер повернулися з Франції до Англії й вчинили бунт проти короля Едуарда II. Король потрапив у полон до бунтівників, його фаворитів Х'ю Діспенсера старшого та Х'ю Діспенсера молодшого страчено.
- Архієпископ Кельна розпочав інквізиційний процес проти домініканця Майстра Екгарта.
- Османську державу очолив Орхан I. Османські турки захопили Бурсу.
- Тамарширін став ханом Чагатайського улусу.